# سامبوکو
سامبوکو (به ایتالیایی: Sambuco) یک کومونه در ایتالیا است که در استان کونیو واقع شده‌است.

## خصوصیات
سامبوکو ۴۶٫۸ کیلومترمربع مساحت و ۹۲ نفر جمعیت دارد.